# میک تامسون (سیاستمدار)
مایک تامسون (به انگلیسی: Mike Thompson) نمایندهٔ حوزه انتخابیه پنجم کالیفرنیا از حزب دموکرات ایالات متحده آمریکا در مجلس نمایندگان ایالات متحده آمریکا است که برای نخستین‌بار در ۱۳ ژانویه ۱۹۹۹ میلادی به‌عضویت این مجلس درآمد.